# 안토넬라 마낙
안토넬라 마낙(Antonela Manac, ? ~ )는 루마니아의 탁구 선수다. 2000년 말레이시아 쿠알라룸푸르 세계선수권대회에서 단체 동메달을 획득하였다.